# Dagoberto
Dagoberto Pelentier de Jesus, dit Dagoberto, est un footballeur brésilien né le 22 mars 1983 à Dois Vizinhos (Paraná). Il joue au poste d'attaquant.

## Biographie
Né le 22 mars 1983 à Dois Vizinhos, Dagoberto Pelentier est un attaquant d’1.73 mètre pour 64 kg. Il a été formé à l'Atlético Paranaense. Titulaire en club à partir de 2002, Dagoberto l’est aussi en sélection brésilienne. Il remporte le Tournoi de Toulon en 2002 avec l'équipe du Brésil des moins de 20 ans, avant de remporter la Coupe du monde l’année suivante aux Émirats arabes unis. Il remporte également avec l’Atlético Paranaense le Championnat du Paraná de football en 2005. Il signe en avril 2006 un contrat de cinq ans avec le club brésilien du São Paulo FC.
Il signe en janvier 2012 un contrat de 5 ans avec le SC Internacional.
En janvier 2013, il signe pour trois saisons en faveur du Cruzeiro.

## Palmarès

### En sélection
- Tournoi de Toulon
  - Vainqueur : 2002
- Coupe du monde des moins de 20 ans
  - Vainqueur : 2003

### En club
- Champion du Brésil
  - Vainqueur : 
    - 2001 avec le Clube Atlético Paranaense
    - 2007, 2008 avec  le  São Paulo FC
    - 2013, 2014 avec le Cruzeiro EC
- Championnat du Paraná
  - Vainqueur : 2005 avec le Clube Atlético Paranaense
- Championnat du Rio Grande do Sul
  - Vainqueur : 2012 avec le SC Internacional
- Championnat du Minas Gerais
  - Vainqueur : 2014 avec le Cruzeiro EC
- Championnat de Rio de Janeiro
  - Vainqueur : 2015 avec le CR Vasco da Gama
- Championnat de Bahia
  - Vainqueur : 2016 avec le EC Vitória
- NASL
  - Vainqueur : 2017